# 屏边杜英
屏边杜英（学名：Elaeocarpus subpetiolatus）为杜英科杜英属下的一个种。